# Domgasse (Wien)
Die Domgasse befindet sich im 1. Wiener Gemeindebezirk Innere Stadt. Sie wurde 1862 nach dem nahegelegenen Wiener Stephansdom benannt.

## Geschichte
Die heutige Domgasse ist 1387 und noch 1422 als Hintere Schulstraße bezeugt, um sie von der eigentlichen Schulstraße, der heutigen Schulerstraße, zu unterscheiden. Ein Hausschild auf Nr. 8 führte 1683 zur Bezeichnung Gässel beim roten Kreuz. 1701 hieß die Straße Gässel dem grünen Anger zu. Der 1770 und noch 1848 gebräuchliche Name Kleine Schulerstraße betont wieder den Gegensatz zur eigentlichen Schulerstraße. 1862 erfolgte schließlich die noch heute gültige Benennung in Domgasse.

## Lage und Charakteristik

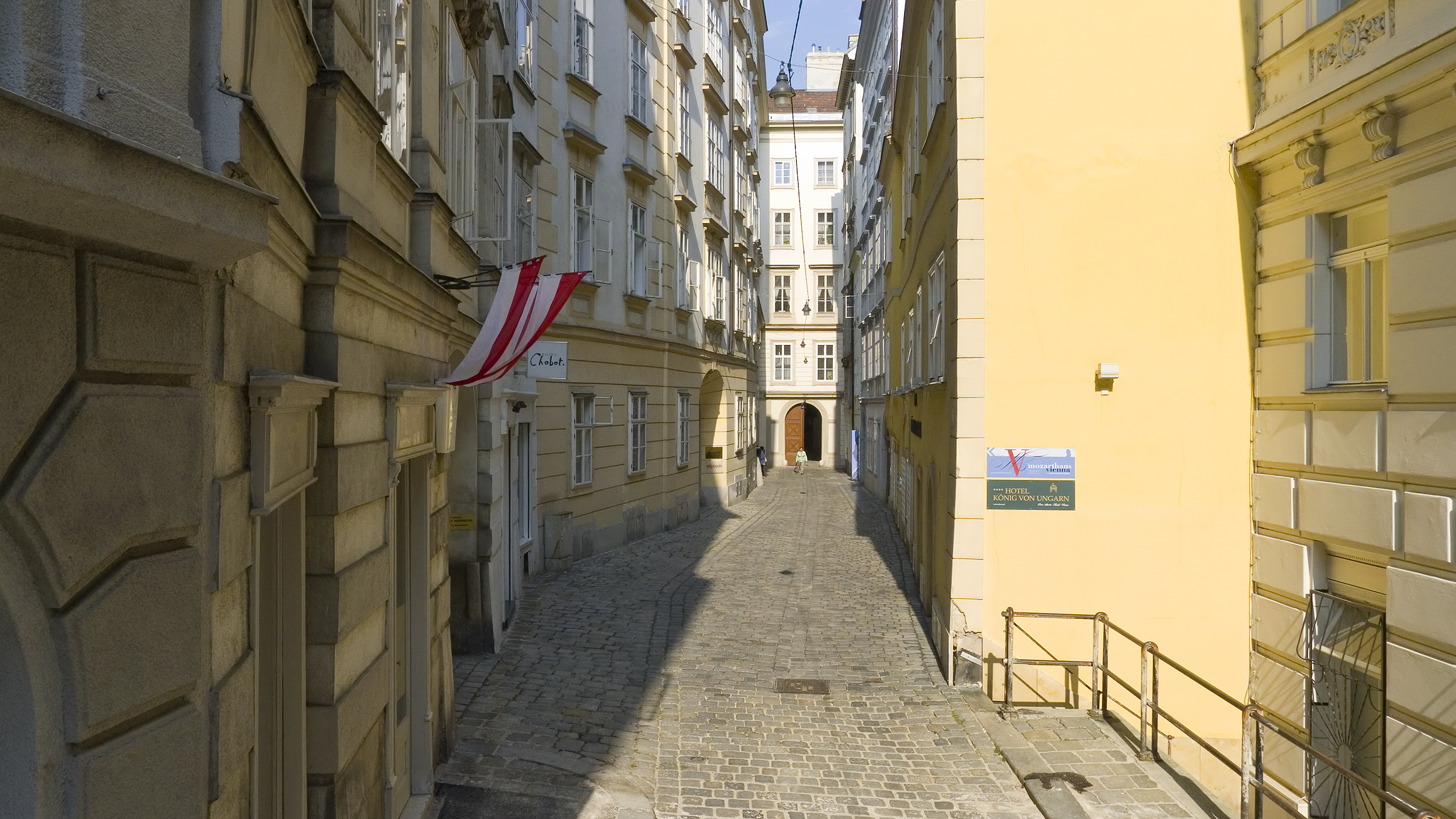
Domgasse von der Grünangergasse gegen Westen

Die im Zentrum der Inneren Stadt gelegene Domgasse zweigt im rechten Winkel von der Schulerstraße ab, um dann zu dieser parallel in östlicher Richtung bis zur Grünangergasse zu führen. Gemeinsam mit der Blutgasse bildet sie eine Fußgängerzone, die Touristen vor allem wegen des auf Nr. 5 gelegenen Mozarthauses hierherführt. Die im Kern bis ins Spätmittelalter zurückreichende Verbauung der schmalen Gasse besteht aus Gebäuden der Renaissance- und Barockzeit, des Klassizismus, des Historismus und des Jugendstils. In ihr liegen einige wenige Geschäftslokale.

## Gebäude

### Nr. 1: Wohn- und Geschäftshaus

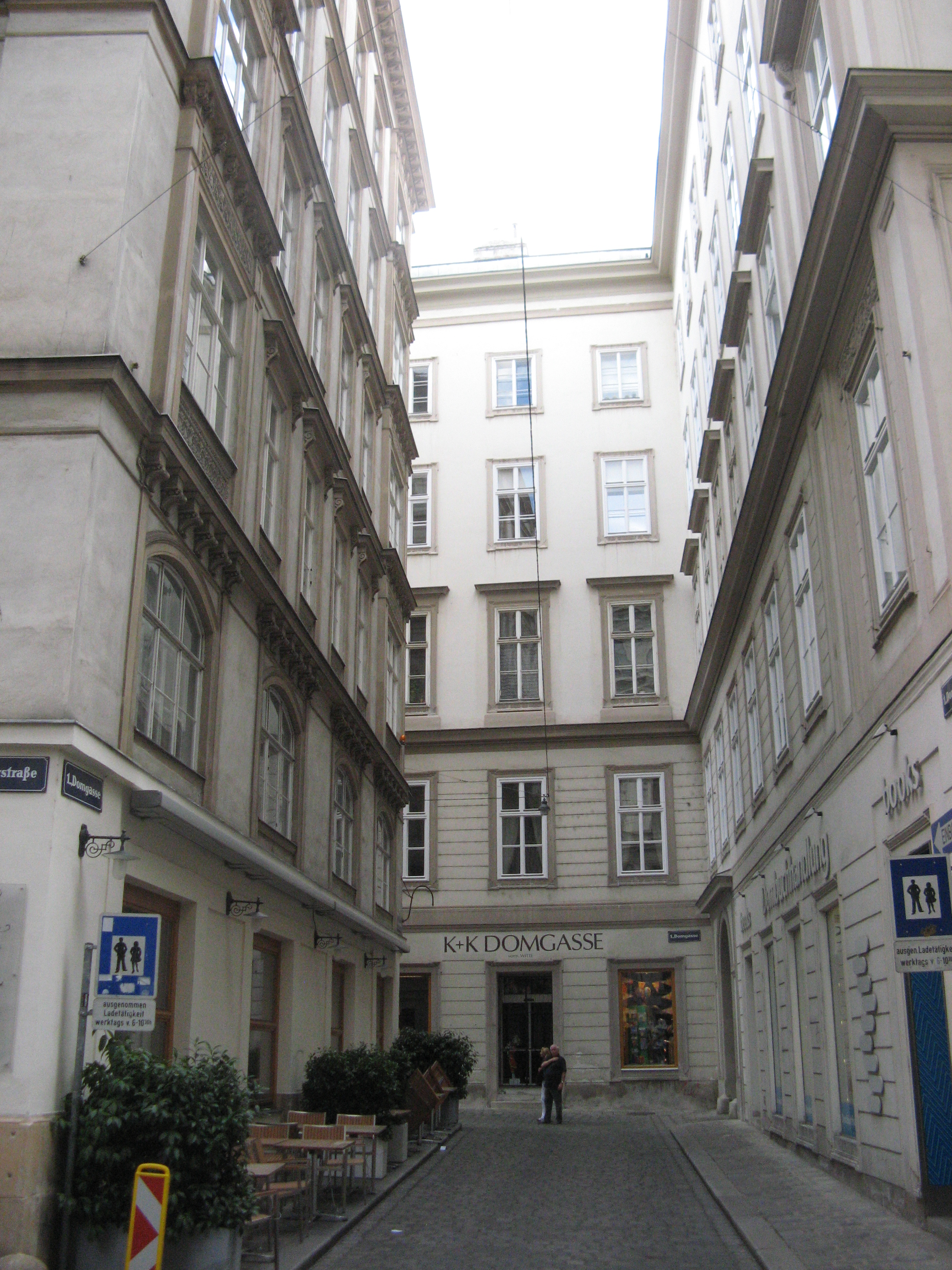
Domgasse 1 (links) und Domherrenhaus (rechts und vorne)

Das an drei Seiten freistehende Wohn- und Geschäftshaus zwischen Schulerstraße und Domgasse wurde 1857–1858 von August Engelbrecht im frühhistoristischen Stil errichtet. Die Fassade wird durch Fenster mit geraden Verdachungen, die auf Volutenkonsolen ruhen, und ornamentale Parapetfelder akzentuiert. An der Seite zur Schulerstraße befindet sich ein reich ornamentierter, säulchengegliederter Breiterker. Das lisenengerahmte Rechteckportal mit gerader Verdachung besitzt noch seine original kassettierte Holztüre. Im Inneren wird das gewendelte Stiegenhaus durch hohe, rundbogige Schlitzfenster belichtet; die Geländer sind ebenfalls original erhalten. Das Haus steht unter Denkmalschutz.

### Nr. 2: Domherrenhof
Der Domherrenhof wurde 1837–1842 von Leopold Mayr im spätklassizistischen Stil errichtet. Es handelt sich um ein monumentales Durchhaus auf unregelmäßigem Grundriss mit zwei Innenhöfen zwischen Stephansplatz, Schulerstraße, Domgasse und Blutgasse. Die Hauptfassade weist zum Stephansplatz, während die Rückfassade zur Domgasse schlichter gestaltet ist. Das Gebäude liegt an der Hauptadresse Stephansplatz 5 und 5a und ist denkmalgeschützt. Familie Cech führte drei Generationen lang in der Domgasse 2 eine Schuhmacherei & Schuh-Reparatur-Anstalt. Wegen des einstigen Eingangs ist die heutige letzte Auslage an dieser Stelle abgesetzt.

### Nr. 3: Benefiziatshaus des Domkapitels
Das auch Zum grünen Nussbaum genannte Gebäude geht im Kern auf das Spätmittelalter zurück. Es wurde in der 2. Hälfte des 16. Jahrhunderts zum Renaissancebürgerhaus umgestaltet und reicht von der Schulerstraße bis zur Domgasse. Das Gebäude auf unregelmäßigem Grundriss liegt an der Hauptadresse Schulerstraße 6 und steht unter Denkmalschutz.

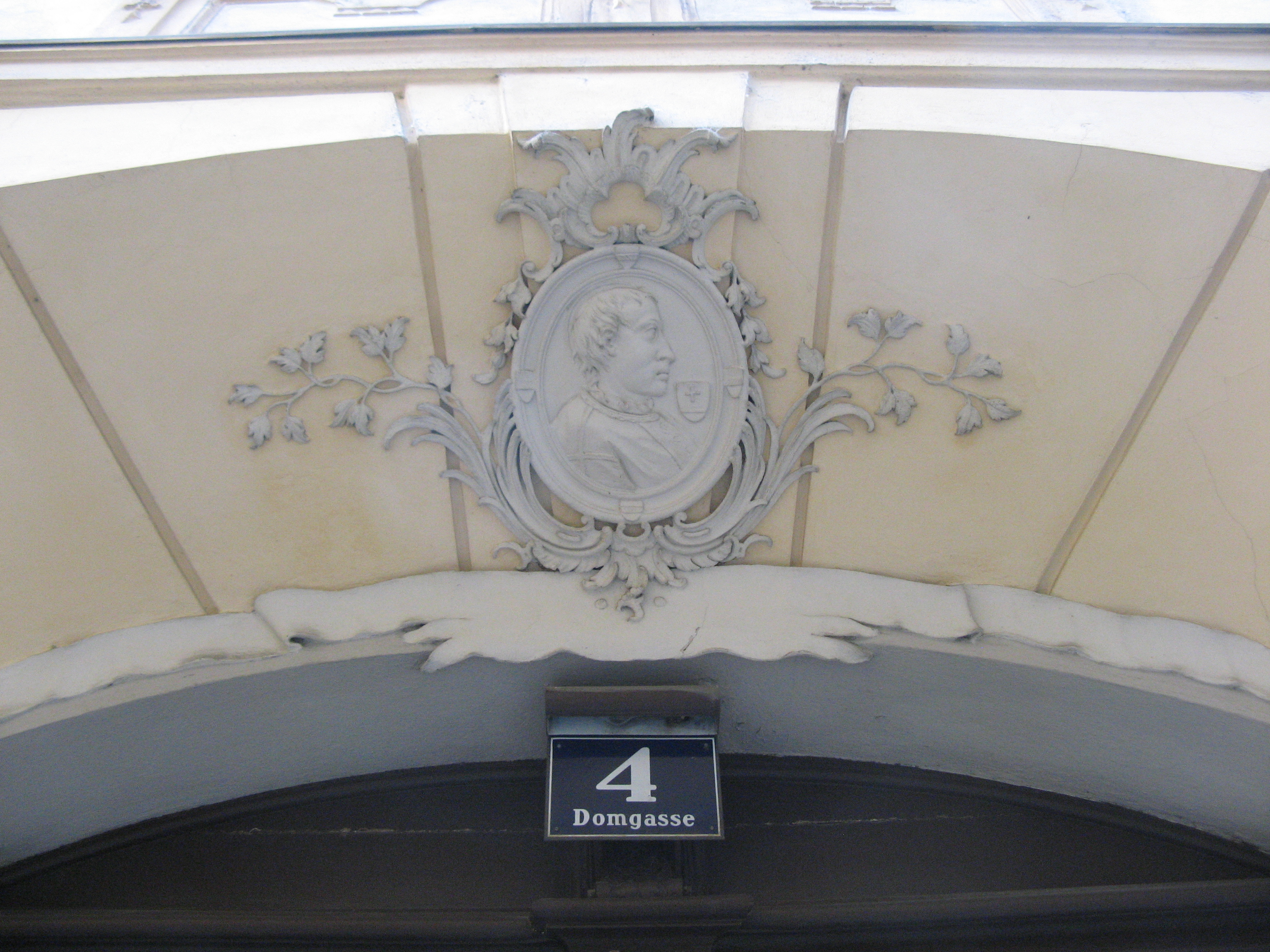
Porträtmedaillon am Trienter Hof

### Nr. 4: Trienter Hof
Das Gebäude an der Ecke Blutgasse und Domgasse wird auch als Domherrenhof, Altes Chorherrenhaus oder Strudenhof bezeichnet. Der Name Trienter Hof stammt von einem der Besitzer, Konrad Hinderbach, der 1470–1488 Domherr von Trient war. Das heutige Gebäude ist ein monumentales Miethaus auf unregelmäßigem Grundriss mit zwei Innenhöfen und einer geknickten Fassade zur Domgasse. Es wurde 1753–1755 von Johann Enzenhofer erbaut. Im Vorgängerbau wohnte von 1733 bis 1736 der Baumeister Francesco d’Allio, im jetzigen der Musiker Georg Hellmesberger senior. Die Erdgeschoßzone besteht aus Quaderputz, während die Obergeschoße durch Ecksteine gerahmt werden. An der Seite zur Domgasse befindet sich ein flacher Mittelrisalit. Die Fenster sind vertikal durch Putzrahmen zusammengezogen und gerade verdacht. Die Portalachse wird durch Parapetdekor hervorgehoben. Am Korbbogenportal mit tiefer Laibung befindet sich ein stuckiertes Porträtmedaillon in einer Rokokorahmung. Die kassettierte Holztüre ist original erhalten. Der zweigeschoßige barocke Keller weist Tonnengewölbe auf. Am originalen Dachstuhl befinden sich noch die ursprünglichen Hebewinden an den Fenstern. Der Trienter Hof steht unter Denkmalschutz.

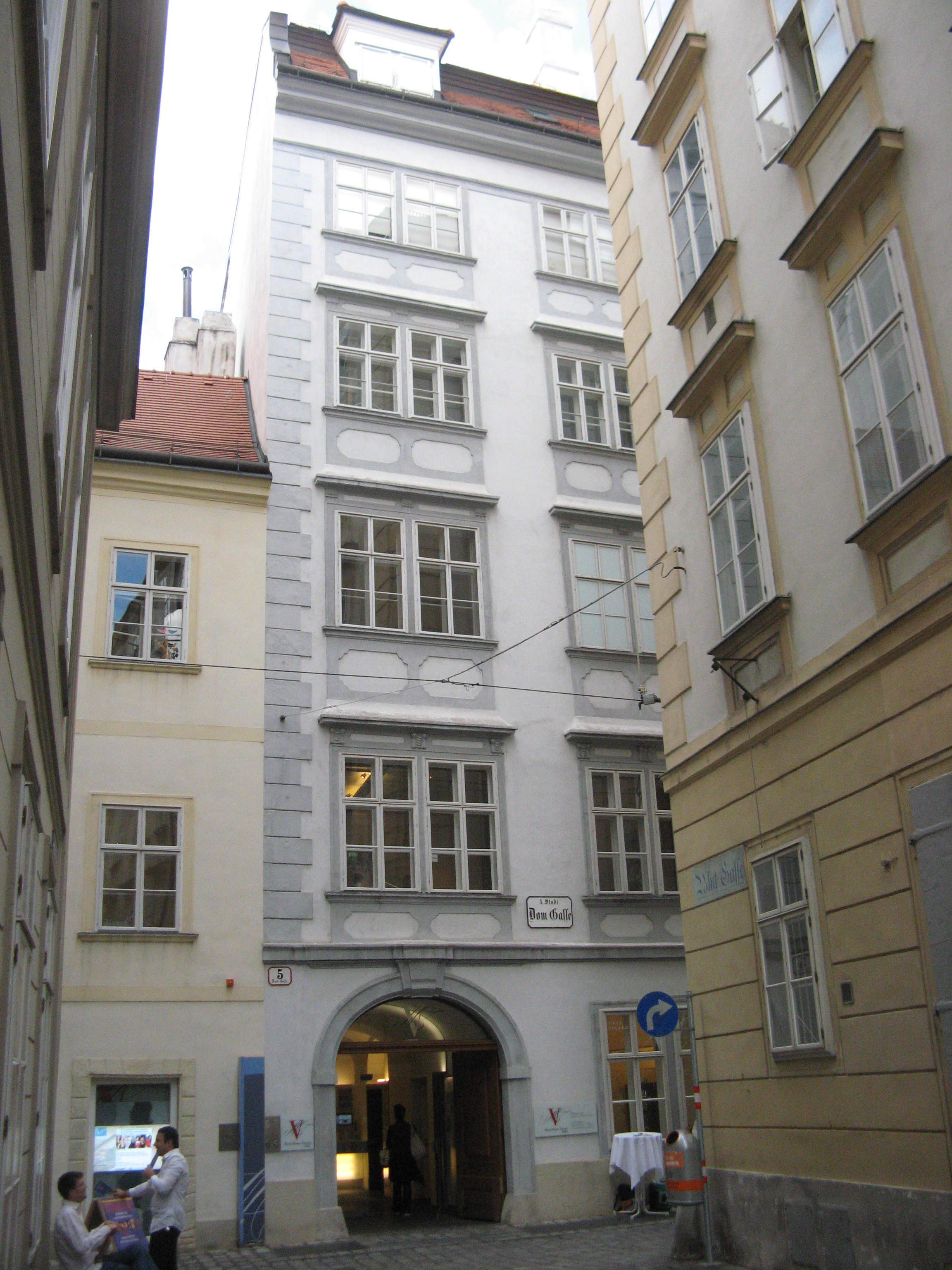
Mozarthaus

### Nr. 5: Mozarthaus
→ siehe auch Hauptartikel Mozarthaus Vienna
Das auch Figarohaus oder Camesinahaus genannte barocke Gebäude wurde Ende des 17. Jahrhunderts erbaut und 1716 durch Andrea Simone Carove umgebaut. Ab 1775 stand es im Besitz der Familie Camesina. Wolfgang Amadeus Mozart wohnte von 1784 bis 1787 in dem Haus; es ist die einzige erhaltene Wohnung Mozarts in Wien. Auch der Maler Johann Baptist von Lampi wohnte hier und war der Nachbar Mozarts. Eine Gedenktafel aus dem Jahr 1906 erinnert an den Komponisten. Seit 1941 steht die Wohnung Mozarts für die Öffentlichkeit zur Verfügung und wird vom Wien Museum als Außenstelle betreut. Heute ist außer der Wohnung auch das ganze Haus als Mozart-Gedenkstätte adaptiert und kann auch als Veranstaltungsraum genutzt werden.
Die Fassade zeigt ein durch ein Gesims begrenztes Erdgeschoß mit zwei Korbbogenportalen an den Außenseiten. Die Obergeschoße werden durch Orsteine gerahmt und besitzen vertikal zusammengezogene doppelachsige, gerade verdachte Fenster. An der schmäleren Fassade zur Schulerstraße liegt ein die gesamte Breite einnehmender Erker. Im Inneren befindet sich ein kleiner querrechteckiger Hof mit umlaufenden barocken Pawlatschen. Im ersten Obergeschoß liegt das sogenannte Arbeitszimmer Mozarts, dessen reiche Stuckausstattung von Alberto Camesina geschaffen wurde. Über der Tür befindet sich ein Porträtreliefmedaillon von Kaiser Leopold I., im Gewölbe die Allegorie der Siegesgöttin und in den Zwickeln schwebende Putten. Das Gebäude steht unter Denkmalschutz.

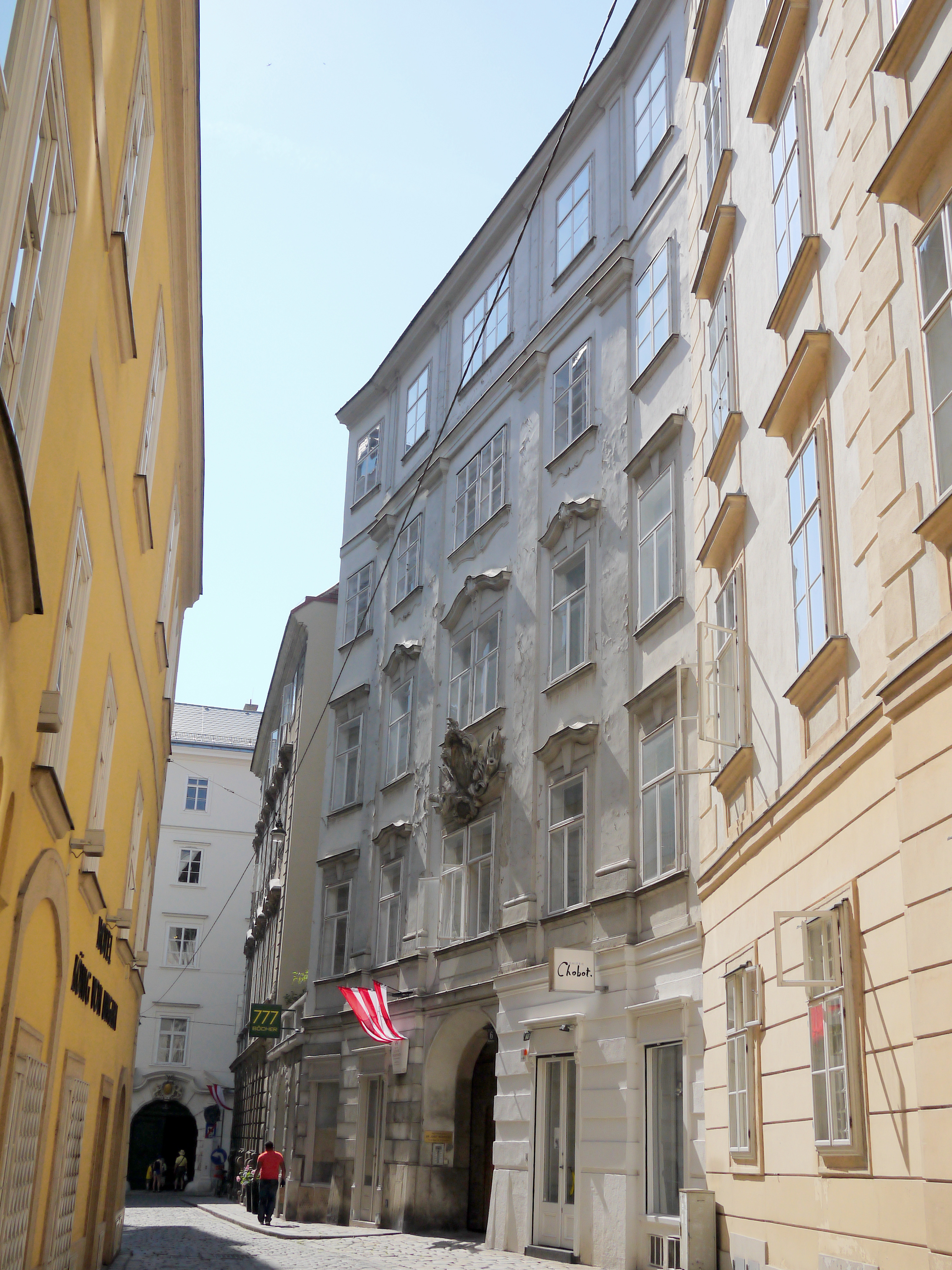
Kleiner Bischofshof

### Nr. 6: Kleiner Bischofshof
Das Gebäude trug auch die Namen Zur Maria Pötsch, Zur roten Rose, Zum grünen Kranz, Zum roten Buch und Zum roten Kreuz. Es stammt aus dem 16. Jahrhundert und wurde 1760–1761 von Mathias Gerl umgebaut; 1860 erfolgten einige Adaptierungen. Die spätbarocke geknickte Fassade besitzt einen flachen Mittelrisalit mit Riesenpilastern. Die Portalachse wird durch doppelachsige Fenster betont. Über dem ersten Obergeschoß ist eine reiche Medaillonkartusche, bei der das Bild fehlt, und eine Bauinschrift mit der Jahreszahl 1761, sowie seitlichen Türkentrophäen zu sehen. Die Sockelzone ist gebändert und weist ein schlichtes Segmentbogenportal mit tiefer Laibung auf. Im Innenhof befinden sich Pawlatschengänge sowie steingerahmte Fenster mit profilierten Sohlbänken. Das Gebäude steht unter Denkmalschutz.

### Nr. 7: Zum König von Ungarn
Das im Kern spätmittelalterliche Gebäude wurde im 16. Jahrhundert und im 3. Viertel des 17. Jahrhunderts an der Fassade verändert. Es handelt sich um einen alten Einkehrgasthof mit Poststallungen, der im 19. Jahrhundert Treffpunkt hochadeliger Gäste wurde. Das heutige Hotel liegt an der Hauptadresse Schulerstraße 10 und steht unter Denkmalschutz.

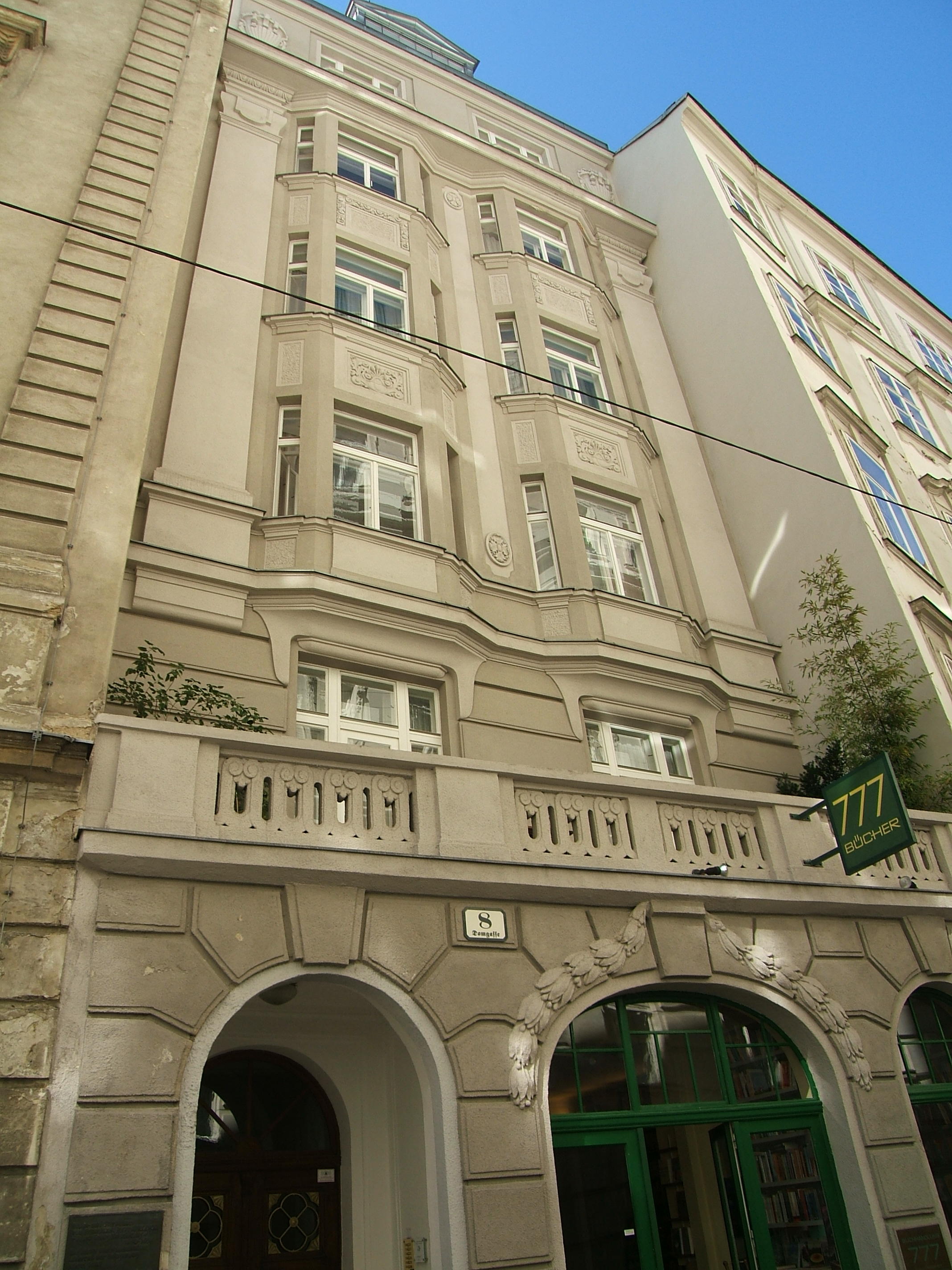
Domgasse 8 (1913)

### Nr. 8 Wohn- und Geschäftshaus
Das schmale Gebäude wurde 1913 von Julius Nell im spätsezessionistischen Stil errichtet. Die rustizierte Sockelzone mit Arkadenfenstern wird durch eine Terrasse bekrönt, während die Hauptzone zurückgesetzt ist. Sie besitzt rahmende Riesenpilaster und erkerartige Fensterachsen mit Ornamentfeldern. Die Attikazone weist seitlichen halbplastischen Vasenschmuck, Fensterbalkone und ein übergiebeltes Ateliergeschoß auf. Eine Gedenktafel erinnert daran, dass hier Georg Franz  Kolschitzky wohnte und starb. Das Gebäude steht unter Denkmalschutz.

### Nr. 9: Wohnhaus
An dieser Stelle befand sich die Juristenschule mit einer Ivokapelle. 1900 errichtete Anton Lang stattdessen ein Wohnhaus, das an drei Seiten freistehend zwischen Schulerstraße, Grünangergasse und Domgasse liegt. Das Gebäude wurde im späthistoristischen Stil gestaltet. Es liegt an der Hauptadresse Grünangergasse 2.

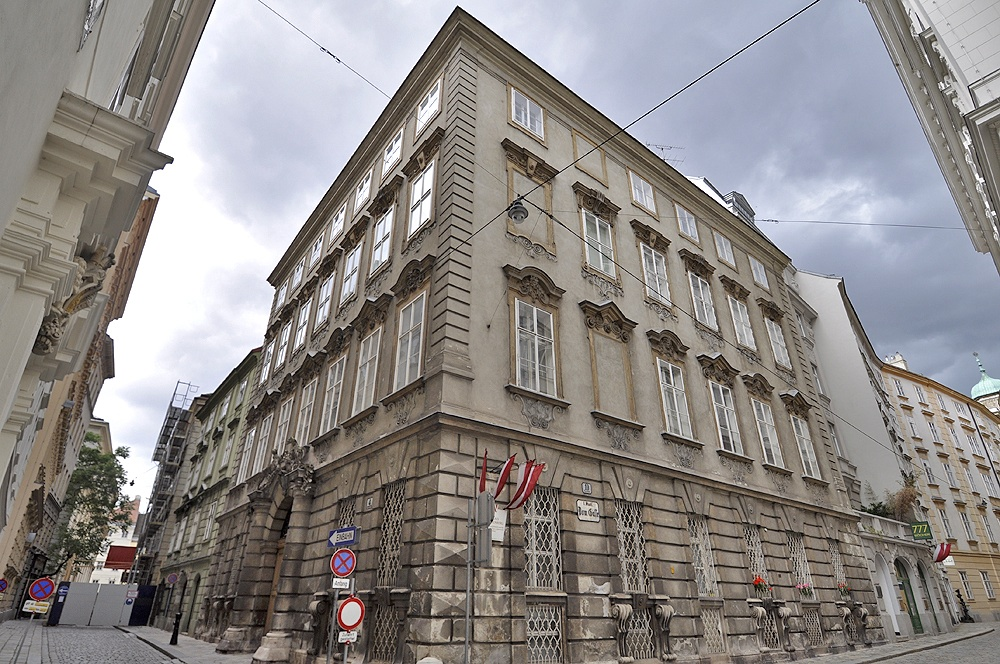
Palais Hatzenberg

### Nr. 10: Palais Hatzenberg
→ siehe auch Hauptartikel Palais Fürstenberg (Wien)
Das Stadtpalais wurde 1702–1707 von Antonio Beduzzi für Ernst von Hatzenberg-Gornberg errichtet. 1882–1902 war es im Besitz von Friedrich Landgraf von Fürstenberg. Georg Eisler von Terramare, 1915–1919 Besitzer, ließ es im Inneren durch Ernst Krombholz im späthistoristischen neobarocken Stil reich ausstatten. Seit 1927 ist das Gebäude Sitz des Hauptverbandes des österreichischen Buchhandels. Das Palais liegt an der Hauptadresse Grünangergasse 4 und steht unter Denkmalschutz.